# Salzmünde
Salzmünde este o comună în Saxonia-Anhalt, Germania